# Universidad Cooperativa de Colombia
La Universidad Cooperativa de Colombia, también llamada UCC es una institución privada de educación superior que pertenece al sector de la economía solidaria la Universidad fue creada en 1958, bajo el nombre de Instituto Moses Michael Coady, renombrada en 1961 como Indesco y en 1983 como Universidad Cooperativa de Colombia (UCC), sujeta a inspección y vigilancia por medio de la Ley 1740 de 2014 y la ley 30 de 1992 del Ministerio de Educación de Colombia.
La universidad está conformada por estudiantes y un cuerpo docente de 4182 profesores de planta y catedráticos. Cuenta con 6 facultades, 24 programas de pregrado, 26 especializaciones, y 15 maestrías. Su presencia en 18 ciudades del país la hace la quinta universidad con mayor población estudiantil de Colombia Adicionalmente desde el 29 de mayo de 2023, el Ministerio de Educación Nacional (MEN) acreditó en alta calidad a los campus Medellín, Bogotá y Bucaramanga. En ese mismo año recibió la a acreditación internacional en alta calidad para su programa de Medicina campus de Medellín Arco - Sur, otorgada por Mercosur.

## Historia
La Universidad Cooperativa de Colombia (UCC) fue fundada el 7 de noviembre de 1958 bajo el nombre de Instituto Moses Michael Coady honrando el nombre del sacerdote cooperativista canadiense, pionero de la educación cooperativa en su país., la creación de la actual UCC estuvo liderada por los hermanos Henry y Rymel Serrano Uribe Rymel Serrano abogado de la Universidad Nacional quien convocó como docentes a importantes dirigentes cooperativistas entre ellos, Augusto Arbeláez, Carlos Julio Niño, José Joaquín Rojas, María Cristina Salazar, José Levy Vargas, Héctor Restrepo Valencia y Carlos Uribe Garzón.
En 1961 la universidad fue renombrada como "Instituto de Economía Social y Cooperativismo (Indesco)" con cuatro unidades académicas: la facultad de Economía Social, la Escuela de Expertos Técnicos, el Centro de Especialización y el Centro de Investigación y Extensión.
La licencia oficial de funcionamiento se logró por medio de la Resolución n.º 4156 del 7 de noviembre de 1964, expedida por el Ministerio de Educación Nacional, norma que abrió paso en Colombia a la formación tecnológica o intermedia y al propio tiempo, al reconocer al instituto como establecimiento de educación superior, se le permitió otorgar títulos en Economía Social, Administración Cooperativa y Desarrollo de la Comunidad. En 1968 recibió reconocimiento por parte de la Superintendencia Nacional de Cooperativas como Institución Auxiliar del Cooperativismo, según la resolución n.º 00559. Posteriormente, la Fundación Konrad Adenauer se vinculó al proyecto, lo cual fortaleció las finanzas y amplió sus horizontes de desarrollo. Su participación exigió a su vez una reestructuración y es por ello que su director transfirió el derecho de propiedad a la Unión Cooperativa Nacional, Uconal, la cual convocó a otros organismos cooperativos de grado superior a participar en la propiedad de Indesco.
Así se produjo el ingreso de Coopdesarrollo, Ascoop, Cecora, Financiacoop, Cencoa y Ucopan. Corría ya el inicio de la década de los setenta y en esa época comienzan a surgir las sedes de Medellín, Bucaramanga, Barrancabermeja, Cali y Barranquilla (que se trasladó a Santa Marta en 1981). Después de varias reestructuraciones organizativas, pero conservando similares principios filosóficos, 
En 1983 La Universidad adopta su actual nombre de Universidad Cooperativa de Colombia, mediante la Resolución n.º 24195 expedida el 20 de diciembre por el Ministerio de Educación Nacional.
La Universidad Cooperativa de Colombia, a partir de la década de los 90 consolidó las cinco seccionales: Bogotá como domicilio, Medellín, Barrancabermeja, Santa Marta y Bucaramanga. Con el concurso de las fuerzas vivas de las regiones, creó varias Sedes en el territorio nacional: en la costa Caribe: en Montería y Apartadó; en el centro del país: en Pereira, Cartago, Espinal e Ibagué; en el oriente: en Arauca y Villavicencio; en el sur: con las Sedes de Pasto, Popayán, Cali, Neiva y en la región pacífica con la sede en Quibdó.
En la década de 1990 la UCC abrió su primera sede fuera del país, instalándose en la republica del Ecuador sin embargo la sede fue clausurada por el gobierno ecuatoriano en 2001 debido a la emisión de títulos sin la debida autorización. Una investigación realizada por la fiscalía general de Ecuador descubrió que muchos estudiantes del campus de la Cooperativa de Colombia habían obtenido sus títulos por medios fraudulentos, como la compra de diplomas falsos.
En 2013 el logo de la Universidad Cooperativa de Colombia es renovado, el nuevo logo usa las siglas UCC y la diana como enfoque hacia un objetivo en común que a su vez se vuelve una onda expansiva
En 2023 la UCC recibió el reconocimiento sello Oro Equipares por su compromiso con la equidad de género, siendo la única institución en Colombia en obtener dicho reconocimiento ese mismo año el ministerio de educación le otorgo acreditación en alta calidad al campus Medellín, Bogotá y Bucaramanga
Actualmente la UCC está evaluando la apertura de una nueva sede en Aracataca, Magdalena.

## Imagen institucional
El logotipo actual está formado por la unión de las iniciales del nombre de la universidad (UCC) dispuestas de manera concéntrica, tiene como idea principal comunicar la unión en la búsqueda de un fin común, significado del cooperativismo. Los colores corporativos son el aguamarina, verdes en diferentes gamas y gris que juntos generan un clima cromático que evoca conceptos asociados a nociones abstractas como la seguridad y tranquilidad, en el caso del aguamarina, o vitalidad y ecología en el caso de las tonalidades verdes.
| Evolución del escudo | Evolución del escudo | Evolución del escudo |
| -------------------- | -------------------- | -------------------- |
| 1961 - 1983          | 1983 - 2013          | 2013 - ACT           |
|                      |                      |                      |

## Sedes

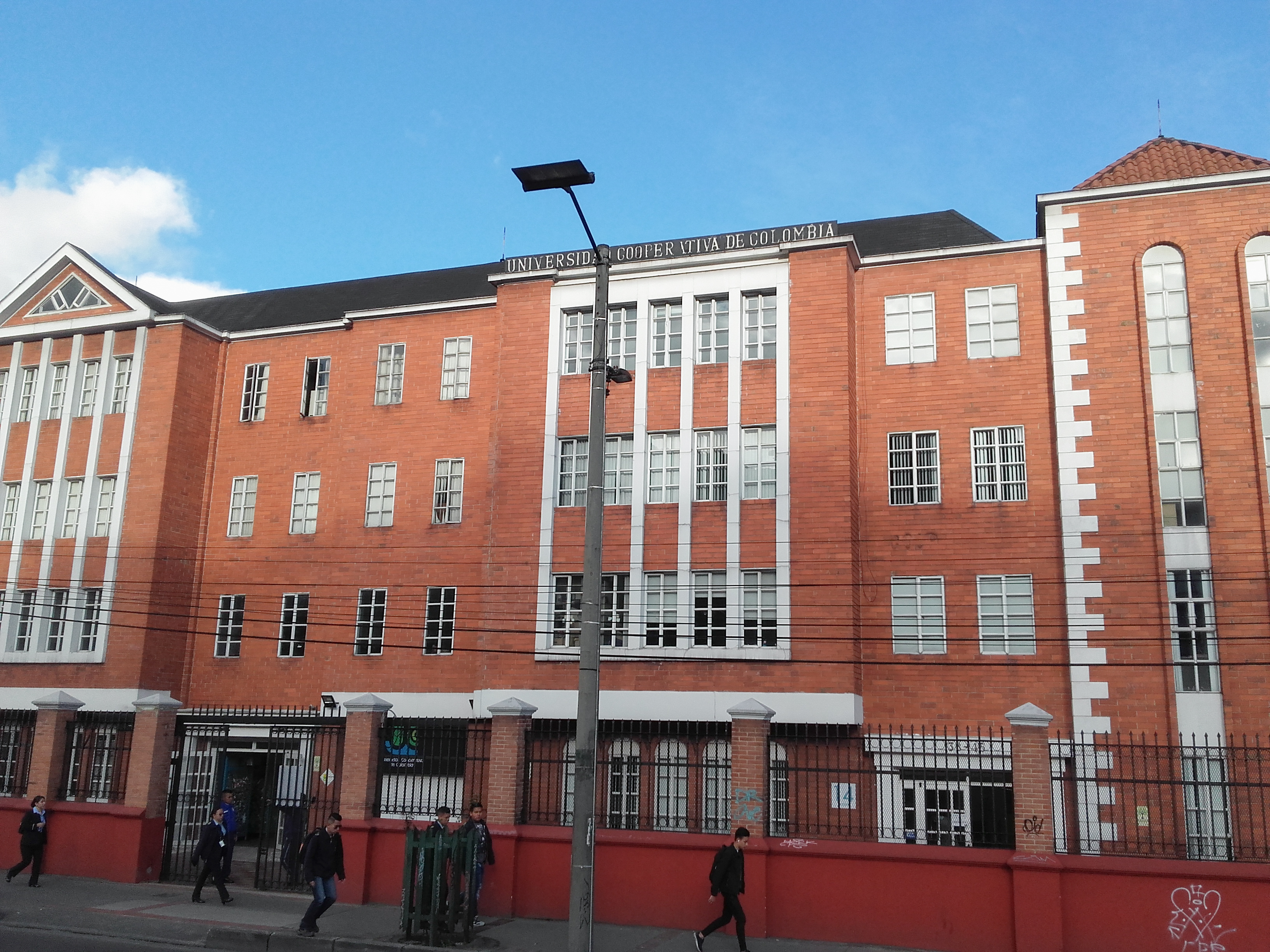
Sede Principal de la Universidad en Bogotá

Actualmente la Universidad cuenta con 18 sedes en todo el territorio colombiano, las cuales son:
- Apartadó
- Arauca
- Barrancabermeja
- Bogotá
- Bucaramanga
- Cartago
- Cali
- Espinal
- Ibagué
- Medellín
- Montería
- Neiva
- Pasto
- Pereira
- Popayán
- Quibdó
- Santa Marta
- Villavicencio
- Envigado

## Facultades
Hay 6 facultades académicas en las cuales se dividen los programas ofrecidos por la universidad.
- Facultad de Bellas Artes.
- Facultad de Ciencias de la Educación.
- Facultad de Ciencias de la Salud.
- Facultad de Ciencias Sociales, Derecho y Ciencias Políticas.
- Facultad de Ciencias económicas, administrativas y contables
- Facultad de Ingeniería, Arquitectura, urbanística y afines. [2]

| Pregrados                                                              | Especializaciones                                                                                            | Maestrías                                                     |
| ---------------------------------------------------------------------- | --- | ------------------------------------------------------------- |
| Administración de Empresas                                             | Especialización Epidemiología                                                                                | Maestría de energías                                          |
| Comercio Internacional                                                 | Especialización Gestión para la Innovación Empresarial                                                       | Maestría en Derechos Humanos y Gobernanza                     |
| Contaduría Pública                                                     | Especialización Promoción Psicosocial para la Salud                                                          | Maestría en Desarrollo Integral de Niños y Adolescentes       |
| Comunicación Social                                                    | Especialización en Alta Gerencia y Economía Solidaria                                                        | Maestría en Dificultades del Aprendizaje                      |
| Derecho                                                                | Especialización en Derecho Administrativo Disciplinario                                                      | Maestría en Economía Solidaria para el Desarrollo Territorial |
| Diseño Crossmedia                                                      | Especialización en Derecho Procesal Penal                                                                    | Maestría en Educación                                         |
| Economía                                                               | Especialización en Docencia Universitaria                                                                    | Maestría en Gestión de Organizaciones                         |
| Enfermería                                                             | Especialización en Derecho del Proceso                                                                       | Maestría en Gestión de Tecnologías de la Información          |
| Ingeniería Ambiental                                                   | Especialización en Endodoncia                                                                                | Maestría en Psicología de la Educación                        |
| Ingeniería de Software                                                 | Especialización en Finanzas                                                                                  | Maestría en Psicología de la Salud                            |
| Ingeniería Civil                                                       | Especialización en Gerencia de Impuestos                                                                     | Maestría en Salud y Producción Animal                         |
| Ingeniería Electrónica                                                 | Especialización en Gerencia de Mercadeo                                                                      | Maestría en Tecnologías de la Información y la Comunicación   |
| Ingeniería Industrial                                                  | Especialización en Gerencia de Servicios de Salud                                                            | Maestría en Telemática                                        |
| Ingeniería Mecánica                                                    | Especialización en Gerencia de la Calidad y Auditoría en Salud                                               | -                                                             |
| Ingeniería de Sistemas                                                 | Especialización en Gestión Pública                                                                           | -                                                             |
| Ingeniería de Telecomunicaciones                                       | Especialización en Gestión en la Seguridad y Salud en el Trabajo                                             | -                                                             |
| Licenciatura en Lengua Castellana e Inglés                             | Especialización en Intervención Comunitaria                                                                  | -                                                             |
| Medicina                                                               | Especialización en Ortodoncia, Especialización en Medicina Interna, Especialización en Medicina de Urgencias | -                                                             |
| Medicina Veterinaria y Zootecnia                                       | Especialización en Pedagogía de la Educación Física, Recreación y el Deporte infantil                        | -                                                             |
| Mercadeo                                                               | Especialización en Periodoncia                                                                               | -                                                             |
| Odontología                                                            | Especialización en Periodoncia y Oseointegración                                                             | -                                                             |
| Psicología                                                             | Especialización en Promoción Psicosocial para la Salud                                                       | -                                                             |
| Tecnología en Control y Automatización Industrial                      | Especialización en Redes de Telecomunicaciones                                                               | -                                                             |
| Tecnología en Desarrollo y Administración de aplicaciones Informáticas | Especialización en Revisoría Fiscal y Auditoría Integral                                                     | -                                                             |
| -                                                                      | Especialización en Salud Mental en Contextos Educativos                                                      | -                                                             |
| -                                                                      | Especialización en diseño y Construcción de Pavimentos                                                       | -                                                             |

## Medios Sociales
- Facebook: https://www.facebook.com/UCooperativadeColombia
- Twitter: https://twitter.com/UCooperativaCol
- Youtube: http://www.youtube.com/user/realizadorucc
- Flickr: http://www.flickr.com/photos/ucooperativadecolombia/
- Periódico El Universitario: http://issuu.com/universidadcooperativasitiooficial/docs

- Datos: Q2878598
- Multimedia: Universidad Cooperativa de Colombia / Q2878598